# Gage Group Buildings

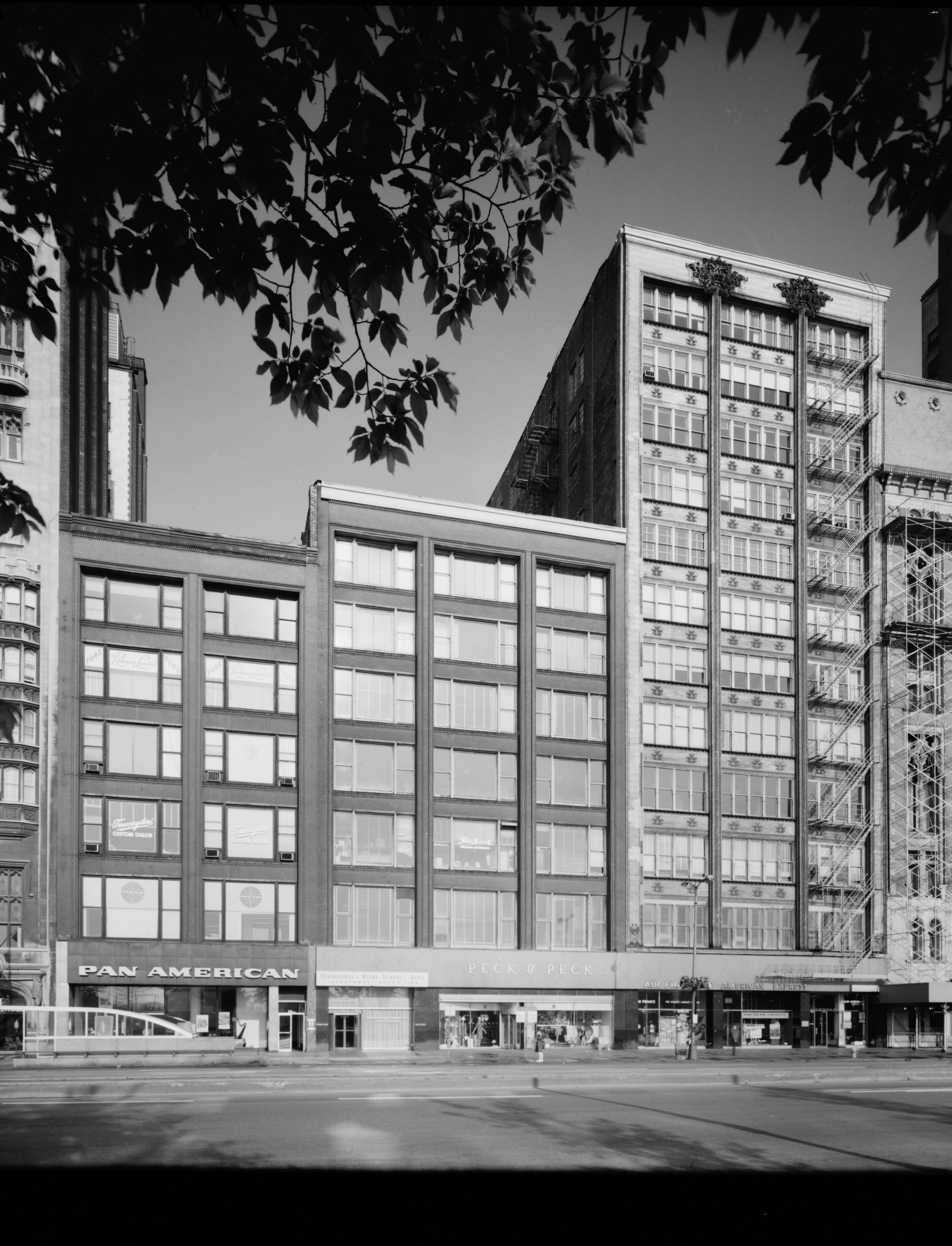
Le Gage Building. La façade de droite est celle élaborée par Louis Sullivan

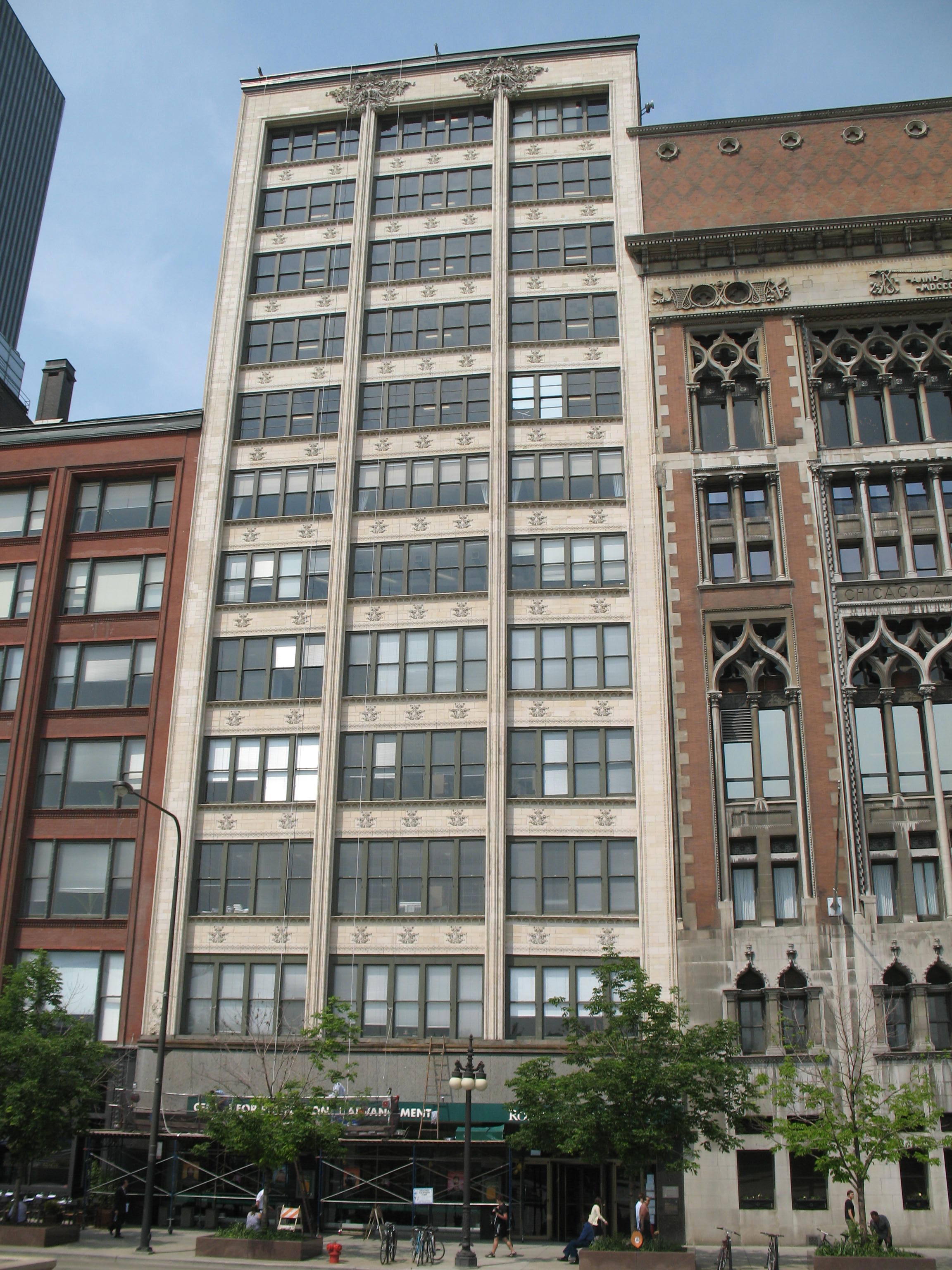
Vue du bâtiment, le 30 mai 2007.

Les Gage Group Buildings (« les immeubles du Gage Group ») sont un ensemble de trois immeubles situés aux 18, 24 et 30 South Michigan Avenue, entre Madison Street et Monroe Street, dans le quartier historique de Michigan Boulevard District à Chicago dans l'Illinois, aux États-Unis. Ils ont été construits de 1890 à 1899, par l'agence d'architectes Holabird and Root pour les trois fabricants de chapeaux féminins - Gage, Keith et Ascher. Le bâtiment construit au 18 S. Michigan Avenue a une façade ornementée conçue par Louis Sullivan. L'ensemble a été ajouté sur la prestigieuse liste du Registre national des lieux historiques (NRHP) le 14 novembre 1985, et sur celle des Chicago Landmark (CL) le 11 septembre 1996.

## Présentation
Les façades des 3 constructions montrent trois approches différentes de l'École de Chicago, un mouvement artistique qui conduisit à la création de l'architecture commercial moderne. Les bâtiments, conçus par la firme d'architectes Holabird and Root sont sobres tandis que la façade dessinée par Sullivan amplifie son approche plus expressive de l'architecture. 
Le bâtiment le plus grand de l'ensemble est connu comme le 18 South Michigan Avenue et était auparavant appelé le Gage Brothers and Company Building. Avant que les rues ne soient renommées en 1909 par le plan Burnham, le bâtiment avait pour adresse 130 S. Michigan Avenue. Les « fleurs » ornementales en haut de la façade de Sullivan furent élevées lorsque 4 étages eurent été ajoutés en 1902 par divers architectes. C'est un des cinq bâtiments créés par Louis Sullivan qui soient encore debout.
Les deux plus petits immeubles au sud font aussi partie du Gage Group Buildings. Le Edson Keith and Company Building est relié au Gage Building et est situé au  24 S. Michigan Avenue. Le Theodore Ascher and Company Building est aussi connu comme le 30 South Michigan Building.